# Marlene Ahrens
Marlene Ahrens Ostertag, född 27 juli 1933 i Concepción, Chile, död 17 juni 2020, var en chilensk friidrottare inom spjutkastning.
Ahrens blev olympisk silvermedaljör i spjutkastning vid sommarspelen 1956 i Melbourne.